# Le Hérie-la-Viéville
Le Hérie-la-Viéville és un municipi francès situat al departament de l'Aisne i a la regió dels Alts de França. L'any 2007 tenia 228 habitants.

## Demografia

### Població
El 2007 la població de fet de Le Hérie-la-Viéville era de 228 persones. Hi havia 75 famílies de les quals 24 eren unipersonals (12 homes vivint sols i 12 dones vivint soles), 20 parelles sense fills, 27 parelles amb fills i 4 famílies monoparentals amb fills.
La població ha evolucionat segons el següent gràfic:
Habitants censats

### Habitatges
El 2007 hi havia 97 habitatges, 85 eren l'habitatge principal de la família, 6 eren segones residències i 6 estaven desocupats. Tots els 97 habitatges eren cases. Dels 85 habitatges principals, 74 estaven ocupats pels seus propietaris, 11 estaven llogats i ocupats pels llogaters i 1 estava cedit a títol gratuït; 1 tenia una cambra, 3 en tenien dues, 11 en tenien tres, 27 en tenien quatre i 44 en tenien cinc o més. 50 habitatges disposaven pel capbaix d'una plaça de pàrquing. A 36 habitatges hi havia un automòbil i a 31 n'hi havia dos o més.

### Piràmide de població
La piràmide de població per edats i sexe el 2009 era:
| Homes | Edats   | Dones |
| ----- | ------- | ----- |
| 0     | 95 o +  | 0     |
| 4     | 90 a 94 | 0     |
| 0     | 85 a 89 | 0     |
| 4     | 80 a 84 | 0     |
| 0     | 75 a 79 | 4     |
| 12    | 70 a 74 | 8     |
| 8     | 65 a 69 | 4     |
| 12    | 60 a 64 | 20    |
| 0     | 55 a 59 | 4     |
| 16    | 50 a 54 | 12    |
| 4     | 45 a 49 | 8     |
| 8     | 40 a 44 | 4     |
| 8     | 35 a 39 | 4     |
| 12    | 30 a 34 | 8     |
| 12    | 25 a 29 | 8     |
| 0     | 20 a 24 | 0     |
| 4     | 15 a 19 | 8     |
| 4     | 10 a 14 | 12    |
| 8     | 5 a 9   | 4     |
| 4     | 0 a 4   | 12    |

## Economia
El 2007 la població en edat de treballar era de 141 persones, 83 eren actives i 58 eren inactives. De les 83 persones actives 74 estaven ocupades (41 homes i 33 dones) i 9 estaven aturades (4 homes i 5 dones). De les 58 persones inactives 11 estaven jubilades, 19 estaven estudiant i 28 estaven classificades com a «altres inactius».

### Ingressos
El 2009 a Le Hérie-la-Viéville hi havia 87 unitats fiscals que integraven 216 persones, la mediana anual d'ingressos fiscals per persona era de 17.858 €.

### Activitats econòmiques
Dels 3 establiments que hi havia el 2007, 1 era d'una empresa extractiva, 1 d'una empresa de construcció i 1 d'una empresa de comerç i reparació d'automòbils.
L'únic servei als particulars que hi havia el 2009 era una lampisteria.
L'any 2000 a Le Hérie-la-Viéville hi havia 11 explotacions agrícoles que ocupaven un total de 891 hectàrees.

## Equipaments sanitaris i escolars
El 2009 hi havia 1 escola elemental i 1 escola elemental integrada dins d'un grup escolar amb les comunes properes formant una escola dispersa. A Le Hérie-la-Viéville hi havia 1 col·legi d'educació secundària i 1 liceu d'ensenyament general. Als col·legis d'educació secundària hi havia 61 alumnes i als liceus d'ensenyament general 40.

## Poblacions més properes
El següent diagrama mostra les poblacions més properes.